# Lijst van Nederlandse voetbalbondscoaches in het buitenland
De lijst van Nederlandse bondscoaches in het buitenland geeft een overzicht van coaches met de Nederlandse nationaliteit, die in het buitenland hoofdtrainer van een nationaal voetbalteam zijn of zijn geweest. Nederlandse trainers zijn gewild in het buitenland. Sinds Guus Hiddink in 2002 met Zuid-Korea opzien baarde door de halve finale van het WK te bereiken, hebben zo'n 25 landen een Nederlandse trainer aangesteld.

## Bondscoaches (huidig)
| Naam              | Land                         | Van  | Tot   | Opmerkingen |
| ----------------- | ---------------------------- | ---- | ----- | ----------- |
| John van 't Schip | Griekenland                  | 2019 |       |             |
| Wim Rijsbergen    | Salomonseilanden             | 2019 | heden |             |
| Bert van Marwijk  | Verenigde Arabische Emiraten | 2019 | heden |             |
| Erwin Koeman      | Oman                         | 2019 | heden |             |
| Anoush Dastgir    | Afghanistan                  | 2018 | heden |             |
| Aron Winter       | Suriname                     | 2018 | heden |             |
| Martin Koopman    | Aruba                        | 2017 | heden |             |
|                   | Curaçao                      | 2016 | heden |             |

## Bondscoaches (voormalig)
| Naam                 | Land                         | Van  | Tot  | Opmerkingen   |
| -------------------- | ---------------------------- | ---- | ---- | ------------- |
| Clarence Seedorf     | Kameroen                     | 2018 | 2019 |               |
| Bert van Marwijk     | Australië                    | 2018 | 2018 |               |
| Pieter de Jongh      | Swaziland                    | 2017 | 2018 |               |
| Pim Verbeek          | Oman                         | 2016 | 2019 |               |
| Anoush Dastgir       | Afghanistan                  | 2016 | 2016 | ad interim    |
| Bert van Marwijk     | Saoedi-Arabië                | 2015 | 2017 |               |
| Patrick Kluivert     | Curaçao                      | 2015 | 2016 |               |
| Rini Coolen          | Aruba                        | 2015 | 2015 | ad interim    |
| Pieter Huistra       | Indonesië                    | 2015 | 2015 | ad interim    |
| Dean Gorré           | Suriname                     | 2015 | 2015 |               |
| Dick Advocaat        | Servië                       | 2014 | 2014 |               |
| Lodewijk de Kruif    | Bangladesh                   | 2013 | 2015 |               |
| Jan Mak              | Seychellen                   | 2013 | 2014 |               |
| Leen Looyen          | Tuvalu                       | 2013 | 2013 |               |
| Wim Koevermans       | India                        | 2012 | 2014 |               |
| Frank Rijkaard       | Saoedi-Arabië                | 2011 | 2013 |               |
| Wim Rijsbergen       | Indonesië                    | 2011 | 2012 |               |
| Foppe de Haan        | Tuvalu                       | 2011 | 2011 |               |
| Dick Advocaat        | Rusland                      | 2010 | 2012 |               |
| Guus Hiddink         | Turkije                      | 2010 | 2011 |               |
| Kees Zwamborn        | Suriname                     | 2010 | 2010 |               |
| Jan Mak              | Seychellen                   | 2010 | 2010 |               |
| Remko Bicentini      | Nederlandse Antillen         | 2009 | 2010 | ad interim    |
| Dick Advocaat        | België                       | 2009 | 2010 |               |
| Erwin Koeman         | Hongarije                    | 2008 | 2010 |               |
| Arie Haan            | Albanië                      | 2008 | 2009 |               |
| Jan Mak              | Seychellen                   | 2008 | 2008 |               |
| René Feller          | Rwanda                       | 2008 | 2008 |               |
| Pim Verbeek          | Australië                    | 2007 | 2010 |               |
| Mart Nooij           | Mozambique                   | 2007 | 2010 |               |
| René Feller          | Eritrea                      | 2007 | 2008 |               |
| Leen Looyen          | Nederlandse Antillen         | 2007 | 2008 |               |
| Arie Schans          | Namibië                      | 2007 | 2008 |               |
| Rob Baan             | Australië                    | 2007 | 2007 | 1 wedstrijd   |
| Guus Hiddink         | Rusland                      | 2006 | 2010 |               |
| Leo Beenhakker       | Polen                        | 2006 | 2009 |               |
| Arie Haan            | Kameroen                     | 2006 | 2007 |               |
| Wim Rijsbergen       | Trinidad en Tobago           | 2006 | 2007 |               |
| Pim Verbeek          | Zuid-Korea                   | 2006 | 2007 |               |
| Arno Pijpers         | Kazachstan                   | 2005 | 2008 |               |
| Dick Advocaat        | Zuid-Korea                   | 2005 | 2006 |               |
| Henk Wisman          | Armenië                      | 2005 | 2006 |               |
| Guus Hiddink         | Australië                    | 2005 | 2006 |               |
| Leo Beenhakker       | Trinidad en Tobago           | 2005 | 2006 |               |
| Dick Advocaat        | Verenigde Arabische Emiraten | 2005 | 2005 |               |
| Jelle Goes           | Estland                      | 2004 | 2007 |               |
| Azing Griever        | Aruba                        | 2004 | 2006 |               |
| Johan Boskamp        | Koeweit                      | 2004 | 2005 |               |
| Jo Bonfrère          | Zuid-Korea                   | 2004 | 2005 |               |
| Aad de Mos           | Verenigde Arabische Emiraten | 2004 | 2005 |               |
| Pim Verbeek          | Nederlandse Antillen         | 2004 | 2004 |               |
| Gerard van der Lem   | Saoedi-Arabië                | 2002 | 2004 |               |
| Arie Haan            | China                        | 2002 | 2004 |               |
| Arie Schans          | Bhutan                       | 2002 | 2002 |               |
| Henk Walk            | Bhutan                       | 2002 | 2003 |               |
| Martin Koopman       | Saoedi-Arabië                | 2002 | 2002 | 1 wedstrijd   |
| Jo Bonfrère          | Verenigde Arabische Emiraten | 2001 | 2002 |               |
| Tiny Ruijs           | Verenigde Arabische Emiraten | 2001 | 2001 |               |
| Arie van der Zouwen  | Hongkong                     | 2001 | 2001 |               |
| Jan Brouwer          | Zambia                       | 2001 | 2001 |               |
| Arno Pijpers         | Estland                      | 2000 | 2004 |               |
| Guus Hiddink         | Zuid-Korea                   | 2000 | 2002 |               |
| Jo Bonfrère          | Nigeria                      | 1999 | 2000 |               |
| Johan Boskamp        | Georgië                      | 1999 | 1999 |               |
| Clemens Westerhof    | Zimbabwe                     | 1998 | 2000 |               |
| Jo Bonfrère          | Qatar                        | 1998 | 1999 |               |
| Thijs Libregts       | Nigeria                      | 1998 | 1999 |               |
| Rinus Israël         | Ghana                        | 1997 | 1998 |               |
| Henk Wullems         | Indonesië                    | 1996 | 1997 |               |
| Jo Bonfrère          | Nigeria                      | 1995 | 1996 |               |
| Ruud Krol            | Egypte                       | 1995 | 1996 |               |
| René Notten          | Aruba                        | 1995 | 1995 |               |
| Nol de Ruiter        | Egypte                       | 1994 | 1995 |               |
| Ger Blok             | Myanmar                      | 1993 | 1996 |               |
| Leo Beenhakker       | Saoedi-Arabië                | 1993 | 1994 |               |
| Hans Ooft            | Japan                        | 1992 | 1994 |               |
| Jan Zwartkruis       | Nederlandse Antillen         | 1992 | 1994 |               |
| Clemens Westerhof    | Nigeria                      | 1989 | 1994 |               |
| Ger Blok             | Honduras                     | 1987 | 1988 |               |
| Theo Laseroms        | Bahrein                      | 1985 | 1986 |               |
| Rob Groener          | Nederlandse Antillen         | 1983 | 1985 |               |
| Rob Groener          | Suriname                     | 1978 | 1979 |               |
| Frans van Balkom     | Indonesië                    | 1978 | 1979 |               |
| Wiel Coerver         | Indonesië                    | 1975 | 1976 |               |
| Arie de Vroet        | Suriname                     | 1965 | 1966 | Jeugdselectie |
| Johannes Mastenbroek | Nederlands-Indië             | 1938 | 1938 |               |

## Andere functies
| Naam               | Land                         | Van  | Tot   | Opmerkingen                                   |
| ------------------ | ---------------------------- | ---- | ----- | --------------------------------------------- |
| Aron Winter        | Griekenland                  | 2019 | heden | Assistent-bondscoach                          |
| Alexander Zwiers   | Jordanië                     | 2019 | heden | Technisch directeur                           |
| John Metgod        | Verenigde Arabische Emiraten | 2019 | heden | Assistent-bondscoach                          |
| Guus Hiddink       | China                        | 2018 | heden | Coach olympisch elftal                        |
| René Meulensteen   | Australië                    | 2018 | heden | Assistent-bondscoach                          |
| Shabir Isoufi      | Afghanistan                  | 2018 | heden | Assistent-bondscoach                          |
| Albert Stuivenberg | Wales                        | 2018 | heden | Assistent-bondscoach                          |
| Patrick Kluivert   | Kameroen                     | 2018 | 2019  | Assistent-bondscoach                          |
| Mark van Bommel    | Australië                    | 2018 | 2018  | Assistent-bondscoach                          |
| Peter de Roo       | Maleisië                     | 2017 | heden | Technisch directeur                           |
| Anoush Dastgir     | Afghanistan                  | 2017 | 2018  | Assistent-bondscoach                          |
| Mark Wotte         | Marokko                      | 2015 | 2019  | Performance Director                          |
| Mark van Bommel    | Saoedi-Arabië                | 2015 | 2017  | Assistent-bondscoach                          |
| Pieter Huistra     | Indonesië                    | 2014 | 2015  | Technisch directeur                           |
| Ruud Dokter        | Ierland                      | 2013 | heden | High Performance Director                     |
| Wim Rijsbergen     | Indonesië                    | 2012 | 2013  | Technisch directeur                           |
| Stevan de Geijter  | Tuvalu                       | 2012 | 2012  | Hoofd Opleidingen                             |
| Raymond Verheijen  | Armenië                      | 2012 | 2012  | Conditietrainer                               |
| Raymond Verheijen  | Rusland                      | 2012 | 2012  | Conditietrainer                               |
| Rob Baan           | India                        | 2011 | heden | Technisch directeur                           |
| Remko Bicentini    | Curaçao                      | 2011 | 2016  | Assistent-bondscoach                          |
| Mark Wotte         | Schotland                    | 2011 | 2014  | Performance Director                          |
| Raymond Verheijen  | Wales                        | 2011 | 2012  | Conditietrainer                               |
| Peter Maas         | Tuvalu                       | 2011 | 2011  | Assistent-bondscoach                          |
| Etienne Stomp      | Tuvalu                       | 2011 | 2011  | Assistent-bondscoach                          |
| Pim Verbeek        | Marokko                      | 2010 | 2014  | Technisch directeur en Coach olympisch elftal |
| Paul Driessen      | Tuvalu                       | 2009 | 2014  | Bestuurslid TNFA Marketing & Communicatie     |
| Wim Koevermans     | Ierland                      | 2008 | 2012  | High Performance Director                     |
| Jan Versleijen     | Australië                    | 2008 | 2011  | Coach O-17 en O-21                            |
| Mario van der Ende | Australië                    | 2008 | 2009  | Adviseur Australische voetbalbond             |
| Raymond Verheijen  | Rusland                      | 2008 | 2008  | Conditietrainer                               |
| Eric te Paske      | Rwanda                       | 2008 | 2008  | Assistent-bondscoach                          |
| Henk Duut          | Australië                    | 2007 | 2010  | Assistent-bondscoach                          |
| Rob Baan           | Australië                    | 2007 | 2008  | Technisch directeur en Coach O-23             |
| Theo de Jong       | Albanië                      | 2007 | 2008  | Assistent-bondscoach                          |
| Remko Bicentini    | Nederlandse Antillen         | 2007 | 2008  | Assistent-bondscoach                          |
| Frans Hoek         | Polen                        | 2006 | 2009  | Keeperstrainer                                |
| Jan de Zeeuw       | Polen                        | 2006 | 2009  | Teammanager                                   |
| Marco Bragonje     | Kazachstan                   | 2006 | 2008  | Assistent-bondscoach en Coach O-21            |
| Jan van Deinsen    | Trinidad en Tobago           | 2006 | 2007  | Assistent-bondscoach                          |
| Theo de Jong       | Kameroen                     | 2006 | 2007  | Assistent-bondscoach                          |
| Anton Joore        | Kazachstan                   | 2006 | 2007  | Assistent-bondscoach en Coach O-21            |
| Foppe de Haan      | Indonesië                    | 2006 | 2006  | Supervisor O-23                               |
| Hans Hagelstein    | Trinidad en Tobago           | 2006 | 2006  | Teammanager                                   |
| Mario Been         | Trinidad en Tobago           | 2006 | 2006  | Assistent-bondscoach                          |
| Dick de Boer       | Zambia                       | 2006 | 2006  | Assistent-bondscoach                          |
| Piet Hamberg       | Togo                         | 2006 | 2006  | Assistent-bondscoach                          |
| Geert Meijer       | Armenië                      | 2006 | 2006  | Assistent-bondscoach                          |
| Raymond Verheijen  | Zuid-Korea                   | 2006 | 2006  | Conditietrainer                               |
| Pim Verbeek        | Zuid-Korea                   | 2005 | 2006  | Assistent-bondscoach                          |
| Theo de Jong       | Trinidad en Tobago           | 2005 | 2006  | Assistent-bondscoach                          |
| Wim Rijsbergen     | Trinidad en Tobago           | 2005 | 2006  | Assistent-bondscoach                          |
| Johan Steur        | Armenië                      | 2005 | 2006  | Assistent-bondscoach                          |
| Pim Verbeek        | Verenigde Arabische Emiraten | 2005 | 2005  | Assistent-bondscoach                          |
| René Eijer         | Verenigde Arabische Emiraten | 2004 | 2005  | Assistent-bondscoach                          |
| Theo de Jong       | China                        | 2002 | 2004  | Assistent-bondscoach                          |
| Co Jager           | Saoedi-Arabië                | 2002 | 2003  | Assistent-bondscoach                          |
| Jan Nederburgh     | Saoedi-Arabië                | 2002 | 2003  | Keeperstrainer                                |
| Martin Koopman     | Saoedi-Arabië                | 2002 | 2003  | Assistent-bondscoach                          |
| Raymond Verheijen  | Zuid-Korea                   | 2002 | 2002  | Conditietrainer                               |
| Ruud Dokter        | Qatar                        | 2001 | 2003  | Coach O-21                                    |
| Jan Roelfs         | Zuid-Korea                   | 2000 | 2002  | Teammanager                                   |
| Pim Verbeek        | Zuid-Korea                   | 2000 | 2002  | Assistent-bondscoach                          |
| Wim Jansen         | Saoedi-Arabië                | 1993 | 1994  | Assistent-bondscoach                          |

Voetbalbonden ·
Albanië ·
Angola ·
Armenië ·
Australië ·
Azerbeidzjan ·
Bahrein ·
België ·
Bhutan ·
Bulgarije ·
Canada ·
China ·
Congo-Kinshasa · 
Cyprus ·
Denemarken ·
Duitsland ·
Egypte ·
Engeland ·
Estland ·
Ethiopië ·
Faeröer ·
Filipijnen ·
Finland ·
Frankrijk ·
Georgië ·
Ghana ·
Griekenland ·
Hongarije ·
Hongkong ·
Ierland ·
IJsland ·
Indonesië ·
Iran ·
Israël ·
Italië ·
Japan ·
Kazachstan ·
Koeweit ·
Litouwen ·
 Luxemburg ·
Maleisië ·
Malta ·
Marokko ·
Mexico ·
Namibië ·
Nieuw-Zeeland ·
Noorwegen ·
Oekraïne ·
Oezbekistan ·
Oostenrijk ·
Polen ·
Portugal ·
Qatar ·
Roemenië ·
Rusland ·
Rwanda ·
Saoedi-Arabië ·
Schotland ·
Singapore ·
Slovenië ·
Slowakije ·
Spanje ·
Tanzania ·
Turkije ·
Tuvalu ·
VAE ·
Venezuela ·
Verenigde Staten ·
Vietnam ·
Zimbabwe ·
Zuid-Afrika ·
Zuid-Korea ·
Zweden ·
Zwitserland